# سرخیو رنان
سرخیو رنان (اسپانیایی: Sergio Renán‎؛ ۳۰ ژانویهٔ ۱۹۳۳ – ۱۳ ژوئن ۲۰۱۵) یک هنرپیشه، فیلم‌نامه‌نویس و کارگردان اهل آرژانتین بود.

## فیلمشناسی
- آتش‌بس